# Ubajd Allah ibn Jahja ibn Chakan
Abū al-Ḥasan ʿUbajd Allāh ibn Jaḥyā ibn Chākān (arab. ‏أبو الحسن عبيد الله بن يحيى بن خاقان‎, zm. 5 sierpnia 877 w Samarrze) – urzędnik Abbasydów, który dwukrotnie pełnił funkcję wezyra pod rządami kalifów Al-Mutawakkila i Al-Mu’tamida.

## Życiorys
Rodzina ojca Ubajda Allaha, Jahja ibn Chakana, pochodziła z Antiochii Margiańskiej. Jahja ibn Chakan służył Al-Hasanowi ibn Sahl, wezyrowi kalifa Al-Mamuna. Ubajd Allah pełnił początkowo funkcję szefa dywanu do spraw charadżu. Pełnił tę funkcję już za czasów kalifa Al-Mutawakkila, a później został mianowany jego prywatnym sekretarzem.
W 851 roku został po raz pierwszy wezyrem, którego stanowisko od 847 roku pozostawało nieobsadzone. Przyznano mu znaczne uprawnienia, w szczególności w zakresie mianowania urzędników, co pozwoliło mu ustanowić kontrolę nad aparatem administracyjnym. Ponadto Ubajd Allah był również nauczycielem jednego z synów Al-Mutawakkila. Za czasów panowania kalifa Ubajd Allah odgrywał ważną rolę i był, obok Al-Fatha ibn Chakana, jednym z najbardziej wpływowych ludzi odnośnie polityki Al-Mutawakkila, która była przeciwna Alidom. Ubajd Allah promował za czasów swojej kadencji Ahmada Ibn Tuluna, który był założycielem dynastii Tulunidów. Na początku 860 roku wraz z pomocą swoich współpracowników, Al-Hasanem i Musa ibn Abd al-Malikiem, przyczynił się do upadku przywódcy dīwān al-tawqīʿ Najah ibn Salamah, który był odpowiedzialny za opracowywanie edyktów i rejestrowanie urzędników rządowych. Najah ibn Salamah i jego synowie zostali uwięzieni, a ich majątek skonfiskowany. Najah zmarł w więzieniu 18 lutego 860 roku.
Ubajd Allah wraz z Al-Fath ibn Chakanem popierał zamiary Al-Mutawakkila powierzenia jego synowi Al-Mu’tazzowi tytułu kalifa. Tym samym sprzeciwiali się prawowitemu następcy tronu, którym był wspierany przez oddziały tureckie Al-Muntasir.
Po zamordowaniu Al-Mutawakkila, Ubajd Allah wycofał się z polityki, a w latach 862–867 został wygnany z Barki. Po wstąpieniu Al-Mu’tamida na tron w czerwcu 870 roku został on ponownie mianowany wezyrem i pełnił tę funkcję aż do śmierci.
Ubajd Allah zmarł 5 sierpnia 877 roku w wyniku ciosu otrzymanego podczas meczu polo.

## Życie prywatne
Ubajd Allah miał dwóch synów. Muhammad ibn Ubajd Allah al-Chakani został wezyrem w latach 912–913, natomiast drugi syn, Abu Muzahim Musa ibn Ubajd Allah al-Chakani, uczonym. Wnuk Ubajda Allaha, syn Muhammada, Abdallah, również krótko pełnił funkcję wezyra w latach 924–925.